# Berufsbildungswerk Leipzig
Das Berufsbildungswerk Leipzig für Hör- und Sprachgeschädigte gGmbH Leipzig ist ein Berufsbildungswerk (BBW) zur Berufsvorbereitung und Ausbildung Jugendlicher mit Unterstützungsbedarf.

## Geschichte
Das BBW wurde 1991 gegründet, Gesellschafter sind die Paulinenpflege Winnenden e. V., die Stadt Leipzig und das Diakonische Werk Innere Mission Leipzig e. V.
In den ersten Jahren befand sich das BBW im Leipziger Stadtteil Reudnitz. Im Jahr 1994 begannen Bauarbeiten auf einem etwa 11,5 Hektar großen Gelände im Stadtteil Knauthain. Dort wurden Internatshäuser, Ausbildungswerkstätten, eine Gärtnerei, ein Freizeithaus mit Meditationsraum, ein Speisesaal, eine Sporthalle mit Rasen- und Hartplatz und ein Verwaltungsgebäude mit Schule und Diagnostik- und Beratungszentrum neu erbaut und im Oktober 1997 eingeweiht.
Im Jahr 2006 hat das BBW Leipzig das Zertifizierungsaudit zur Qualitätsmanagementnorm ISO 9001 erstmals durchgeführt und ist jetzt nach Qualitätsmanagementnorm ISO 9001:2015 zertifiziert. Nach einer entsprechenden Zertifizierung darf das BBW Leipzig von 2023 bis 2025 das Siegel der Bundesarbeitsgemeinschaft der Berufsbildungswerke als „autismusgerechtes Berufsbildungswerk“ führen.
Es ist Mitglied im Bundesverband evangelische Behindertenhilfe.

## Ausbildung
Das BBW Leipzig bildet rund 350 Lehrlinge mit Hör-, Sprach- oder auch anderen Störungen wie Auditiven Verarbeitungs- und Wahrnehmungsstörungen (AVWS) aus (Stand: 2023). Die Ausbildungen erfolgen überwiegend in den Werkstätten des BBW. Daneben gibt es noch zwei andere Formen:
- betriebsnahe Ausbildung: Der Ausbildungsvertrag wird mit dem BBW abgeschlossen, die Ausbildung findet in einem Unternehmen in Leipzig statt.
- wohnortnahe Ausbildung: Der Ausbildungsvertrag wird mit einem Unternehmen am Heimatort abgeschlossen, das BBW begleitet die Ausbildung.

Angeboten werden rund 30 Ausbildungsberufe in elf Berufsfeldern. Die Ausbildungszeit beträgt drei Jahre (in Ausnahmen zwei Jahre oder dreieinhalb Jahre). Die Berufsfelder sind (Stand 2021): Bekleidung, Drucktechnik, Ernährung, Farbtechnik, Gartenbau, Hauswirtschaft, Holztechnik, Kaufmännischer Fachbereich, Logistik, Metalltechnik und Zahntechnik.

## Unterkunft und Betreuung
Auf dem Gelände des BBW Leipzig befinden sich Internatshäuser. Hier sind vier Jugendliche in einem Wohnbereich untergebracht, für schwer in Gruppen integrierbare Jugendliche gibt es Einzelzimmer. Die Jugendlichen werden sozialpädagogisch und durch die Mitarbeiter im Diagnostik- und Beratungszentrum psychologisch und logopädisch betreut.
Jugendliche vor allem des dritten Lehrjahres wohnen zur Vorbereitung der Integration in Wohnungen im Stadtgebiet.

## Öffentlichkeitsarbeit
Jährlich oder alle zwei Jahre gibt es den Tag der offenen Tür, bei dem allen Interessenten, vor allem zukünftigen Lehrlingen und deren Angehörigen, Einblick in die Arbeit gegeben wird. Zu diesem Anlass finden auch Ehemaligen-Treffen statt.

## BBW-Leipzig-Gruppe
Das BBW Leipzig ist Mitglied der „BBW-Leipzig-Gruppe“, einem Verbund sozialer und diakonischer Unternehmen, Projekte und Maßnahmen in Leipzig.